# چرشووسکا رکا
چرشووسکا رکا (به بلغاری: Chereshovska Reka) روستایی در بلغارستان است که در استان اسمولیان واقع شده‌است. چرشووسکا رکا ۱۵ نفر جمعیت دارد.